# Tōru Terasawa
Tōru Terasawa, né le 4 janvier 1935 et mort le 23 mars 2025, est un athlète japonais, spécialiste des courses de fond. 

## Biographie
Le 17 février 1963, à Beppu, il établit une nouvelle meilleure performance mondiale sur marathon en parcourant la distance en 2 h 15 min 15 s.
Il se classe 15e du  marathon des Jeux olympiques de 1964, à Tokyo.
Il remporte à quatre reprises le Marathon Beppu-Ōita et à deux reprises le Marathon de Fukuoka.